# Policejní akademie (seriál)
Policejní akademie (v anglickém originále Police Academy: The Series) je kanadsko-americký komediální televizní seriál, který byl premiérově vysílán letech 1997–1998, kdy bylo v jedné řadě natočeno 26 dílů. V USA byl uveden v syndikaci, v Kanadě na stanici CTV. Jedná se o spin-off stejnojmenné filmové série. Z ní se v seriálu představil v jedné z hlavních rolí Michael Winslow, někteří ostatní herci z filmů se zde příležitostně objevili jako hosté. V Česku byl seriál, jenž pojednává o skupině nováčků, kteří se na akademii cvičí na policejní příslušníky, a jejich bláznivých příhodách z výcviku, vysílán od 16. března 1998 do 5. prosince 1998 na TV Nova.

## Obsazení

### Hlavní role
- Matt Borlenghi (český dabing: Ondřej Vetchý) jako kadet Richard Casey
- Rod Crawford (český dabing: Zdeněk Žák) jako seržant Rusty Ledbetter
- Toby Proctor (český dabing: Bohdan Tůma) jako kadet Dirk Tackleberry
- Jeremiah Birkett (český dabing: Pavel Chalupa) jako kadet Dean Tackleberry
- Heather Campbell (český dabing: Kateřina Hrachovcová) jako kadet Annie Metfordová
- Christine Gonzales (český dabing: Yvetta Blanarovičová) jako Alicia Cervantesová
- Tony Longo (český dabing: Václav Vydra) jako kadet Luke Kackley
- P. J. Ochlan (český dabing: Josef Carda) jako kadet Lester Shane
- Joe Flaherty (český dabing: František Němec) jako velitel Stuart Hefilfinger
- Michael Winslow (český dabing: Marcel Vašinka) jako seržant Larvell Jones

### Hosté
Hostující herci z filmové série:
- Leslie Easterbrook jako okresní prokurátorka Debbie Callahanová (5. díl)
- Kenneth Mars jako dr. Quackenbush (9. díl; jiná role: starosta v 6. filmu)
- Art Metrano jako šerif Meiser (14. díl; Mauser v 2. a 3. filmu)
- George Gaynes jako komandant Eric Lassard (15. díl)
- Bubba Smith jako kapitán Moses Hightower (16. díl)
- David Graf jako kapitán Eugene Tackleberry (21. díl)
- George R. Robertson jako komisař (22. díl; komisař Hurst v 1.–6. filmu)
- Tim Kazurinsky jako Arnold Fliegel (23. díl; jiná role: Sweetchuck v 2. a 3. filmu)

## Seznam dílů
| Č. v seriálu | Původní název                                 | Český název                | Režie              | Scénář                        | Premiéra v USA     | Premiéra v ČR      | Prod. kód |
| ------------ | --------------------------------------------- | -------------------------- | ------------------ | ----------------------------- | ------------------ | ------------------ | --------- |
| 1            | Beauty Is Only Academy Deep                   |                            | Mark Jean          | Gerald Sanoff                 | 27. září 1997      | 16. března 1998    | 101       |
| 2            | Put Down That Nose                            |                            | Burt Brinckerhoff  | Kathy Slevin                  | 4. října 1997      | 23. března 1998    | 103       |
| 3            | Ain't Nothin' But a Hound                     | Dyť já jsem pes            | Jim Drake          | Simon Muntner                 | 11. října 1997     | 30. března 1998    | 104       |
| 4            | Two Men and a Baby                            |                            | Jim Drake          | Howard Nemetz                 | 18. října 1997     | 6. dubna 1998      | 102       |
| 5            | Dead Man Talking                              |                            | Ray Austin         | Doug Molitor                  | 25. října 1997     | 13. dubna 1998     | 106       |
| 6            | Mummy Dearest                                 | Nejdražší mumie            | Mark Jean          | Michael Gleason               | 1. listopadu 1997  | 20. dubna 1998     | 107       |
| 7            | No Sweat, Sweet                               | Klídek, hezoune            | Burt Brinckerhoff  | Howard Nemetz                 | 8. listopadu 1997  | 27. dubna 1998     | 105       |
| 8            | All at Sea                                    |                            | Tibor Takacs       | Michael Sloan                 | 15. listopadu 1997 | 4. května 1998     | 110       |
| 9            | Les Is More                                   |                            | Mark Jean          | Eva Almos                     | 22. listopadu 1997 | 11. května 1998    | 109       |
| 10           | If I Were a Rich Cop                          | Kdybych byl bohatej polda  | Ray Austin         | Kathy Slevin                  | 29. listopadu 1997 | 18. května 1998    | 111       |
| 11           | Shopping with the Enemy                       | Na nákupu s nepřítelem     | Tibor Takacs       | Kathy Slevin                  | 6. prosince 1997   | 25. května 1998    | 108       |
| 12           | Luke…Warm                                     | …Luku…, tak se trap        | Donald Shebib      | Dan Wilcox                    | 24. ledna 1998     | 1. června 1998     | 114       |
| 13           | The Truth Ain't What It Used to Be            | Pravda už není, co bejvala | Donald Shebib      | Alan Moskowitz a Scott Redman | 7. února 1998      | 8. června 1998     | 112       |
| 14           | Hoop Nightmares                               |                            | Ray Austin         | Alan Daniels                  | 14. února 1998     | 15. června 1998    | 113       |
| 15           | Lend Me Your Ears                             |                            | Mark Jean          | Alan Moskowitz a Scott Redman | 21. února 1998     | 22. června 1998    | 116       |
| 16           | Dr. Hightower                                 | Doktor Hightower           | Christopher Hibler | Bill Taub                     | 28. února 1998     | 12. září 1998      | 119       |
| 17           | Bring Me the Turtle of Commandant Hefilfinger | Přineste mi želvu velitele | Mark Jean          | Alan Moskowitz a Scott Redman | 7. března 1998     | 19. září 1998      | 118       |
| 18           | Karate Cops                                   | Karatisti                  | Allan Harmon       | Kathy Slevin                  | 28. března 1998    | 26. září 1998      | 117       |
| 19           | A Horse of Course                             | Kůň, ovšem                 | Ray Austin         | Alan Schwartz                 | 4. dubna 1998      | 3. října 1998      | 115       |
| 20           | Mr. I.Q.                                      | Pan IQ                     | Donald Shebib      | Michael Gleason               | 11. dubna 1998     | 10. října 1998     | 120       |
| 21           | Team Tack                                     | Týmová záležitost          | Robert Radler      | John Wayne Topping            | 18. dubna 1998     | 24. října 1998     | 122       |
| 22           | Cadet of the Year                             | Kadet roku                 | Ray Austin         | Rick Drew                     | 25. dubna 1998     | 7. listopadu 1998  | 124       |
| 23           | Got Insurance?                                | Jste pojištěni?            | Mark Jean          | Alan Moskowitz a Scott Redman | 2. května 1998     | 17. října 1998     | 121       |
| 24           | Angel on My Back                              |                            | Ron Oliver         | Michael Gleason               | 9. května 1998     | 31. října 1998     | 123       |
| 25           | Lend Me Your Neck                             |                            | Ron Oliver         | Michael Gleason               | 16. května 1998    | 28. listopadu 1998 | 125       |
| 26           | Rich No More                                  |                            | Gary M. Goodman    | Alan Daniels                  | 23. května 1998    | 5. prosince 1998   | 126       |